# بی‌نهایت بالفعل
در فلسفه ریاضیات از دو مفهوم بی‌نهایت صحبت می‌شود:
- بی‌نهایت بالقوه، که عبارت است از فرآیندی که هیچ گاه متوقف نمی‌شود مانند فرآیند شمارش فوق نویمان.
- بی‌نهایت بالفعل، که موجودی کامل ایستا و مجرد تصور می‌شود در حالی‌که به‌طور تجربی هیچ چیزی که بی‌نهایت باشد در دست نداریم.

## پیشینه
از دیدگاه ارسطو بی‌نهایت، امکان بالقوه‌ای است که هرگز بالفعل نمی‌گردد زیرا تعداد دفعاتی که میتوان یک مقدار را به دو نیمه تقسیم کرد، بی‌نهایت است. بنابراین، تعداد اجزایی را که می‌توان به دست آورد، همیشه از هر عدد معینی بیشتر است.
ارسطو با این استدلال که هیچ چیز نامتناهی نیست (زیرا در غیر این صورت از خدا بزرگتر خواهد بود) وجود بینهایت بالفعل مانند کل مجموعه اعداد طبیعی را منکر شد. با این حال، با پیدایش آنالیز ریاضی و مفهوم حد و دنباله در سده‌های هجدهم و نوزدهم، اجتناب از بی‌نهایت (بالفعل) دشوار شد. 
بی‌نهایت بالفعل در فلسفه ریاضی امروز به ایده‌ای گفته می‌شود که اعداد یا برخی دیگر اشیای ریاضی را دارای قابلیت تشکیل کلیت‌های کامل و واقعی یعنی مجموعه‌ها می‌داند.
در فلسفه ریاضی، برای مجرد دانستن بی‌نهایت بالفعل، پذیرفتن موجودیت‌های نامتناهی (برای نمونه مجموعه‌ای از همه اعداد طبیعی) به عنوان اشیای تعریف‌شده الزامی می‌شود.